# Тарасов Юрій Іванович
Ю́рій Іва́нович Тара́сов (*5 квітня 1960, Борщова, Харківська область, УРСР — †28 березня 2000, Харків, Україна) — радянський футболіст. Майстер спорту СРСР (1984).

## Біографія
Вийшов з дворового футболу. Після школи поступив в політехнічний інститут, грав в студентській команді. За запрошенням Бориса Прокоповича Єгунька після закінчення 2-го курсу став грати за команду «Колос» в селищі Бабаї. На одному з тренувальних матчів сільської команди були присутні представники харківського «Металіста», які запросили Тарасова в фарм-клуб «Маяк» (Харків).
Разом з «Маяком» Тарасов піднявся з турніру КФК в 2-у союзну лігу, став найкращим бомбардиром команди (18 голів в сезоні 1982 року). В 1983 році переведений в основну команду «Металіста». 2 травня 1983 року зіграв свій перший офіційний матч у вищій лізі — вийшов на заміну в другому таймі в Вільнюсі проти «Жальгіріса». «Металіст» програв — 2:3, але Тарасов відзначив дебют голом.
У 1988 році став володарем Кубка СРСР, восени того ж року грав в Кубку Кубків.
Літом 1990 виїхав грати в Ізраїль, однак великих успіхів не досяг.
По поверненню в Україну виступав за «Ниву» і «Металіст». Останній офіційний матч провів 30 квітня 1994 року проти луганської «Зорі-МАЛС».
По закінченню кар'єри себе не знайшов, зловживав алкоголем. Свій відбиток наклали і сімейні негаразди — дружина з донькою не захотіли повертатись на Батьківщину і залишились в Ізраїлі. Помер на самоті 28 березня 2000 року. Похований в рідному селі.

## Досягнення
- Тарасов Юрій Іванович — абсолютний рекордсмен харківського «Металіста» по виступах у вищій лізі союзного чемпіонату: за кількістю проведених ігор — 214, за кількістю забитих м'ячів — 61, за кількістю забитих м'ячів за сезон — 17 (1984), єдиний з харків'ян, який ввійшов в список 100 найкращих бомбардирів радянського футболу, кілька разів входив в список 33-х найкращих футболістів України за підсумками сезону.
- 29 вересня 1984 в домашньому матчі з бакинським «Нефтчі» Тарасов забив 4 м'ячі (один з пенальті).

## За «Металіст»
| Клуб     | Сезон   | Чемпіонат | Чемпіонат | Кубок | Кубок | Єврокубки | Єврокубки | Інші | Інші | Всього | Всього |
| Клуб     | Сезон   | Ігри      | Голи      | Ігри  | Голи  | Ігри      | Голи      | Ігри | Голи | Ігри   | Голи   |
| -------- | ------- | --------- | --------- | ----- | ----- | --------- | --------- | ---- | ---- | ------ | ------ |
| Металіст | 1983    | 23        | 7         | 1     | 0     | -         | -         | -    | -    | 24     | 7      |
| Металіст | 1984    | 30        | 17        | 2     | 0     | -         | -         | -    | -    | 32     | 17     |
| Металіст | 1985    | 32        | 7         | 1     | 0     | -         | -         | -    | -    | 33     | 7      |
| Металіст | 1986    | 29        | 9         | 3     | 3     | -         | -         | -    | -    | 32     | 12     |
| Металіст | 1987    | 29        | 3         | 7     | 2     | -         | -         | -    | -    | 36     | 5      |
| Металіст | 1988    | 27        | 6         | 3     | 1     | 4         | 2         | -    | -    | 34     | 9      |
| Металіст | 1989    | 29        | 9         | 4     | 4     | -         | -         | 1    | 0    | 34     | 13     |
| Металіст | 1990    | 11        | 2         | 2     | 0     | -         | -         | -    | -    | 13     | 2      |
| Металіст | 1991    | 4         | 1         | -     | -     | -         | -         | -    | -    | 4      | 1      |
| Металіст | 1993-94 | 20        | 0         | 2     | 1     | -         | -         | -    | -    | 22     | 1      |
| Всього   | Всього  | 234       | 61        | 25    | 11    | 4         | 2         | 1    | 0    | 264    | 74     |

- Інші - Кубок Сезону СРСР

- Статистика в Кубках СРСР та єврокубках подана за схемою "осінь-весна" та зарахована в рік початку турніру